# Real Gone
Real Gone – studyjny album amerykańskiego muzyka, Toma Waitsa. Premiera płyty miała miejsce w 2004 roku, 3 października w Europie, 5 października w Stanach Zjednoczonych.
Album ten zawiera, nieliczne w twórczości Waitsa, piosenki o treściach jednoznacznie zaangażowanych politycznie. Piosenka "Day After Tomorrow" jest protestem przeciwko wojnie w Iraku. Jest to również pierwszy album, na którym Waits nie wykorzystał pianina.
W październiku i listopadzie 2004 roku, odbyła się trasa koncertowa Real Gone Tour, poświęcona promocji tego wydawnictwa.

## Utwory
Wszystkie kompozycje są autorstwa Toma Waitsa i Kathleen Brennan.
1. "Top of the Hill" – 4:55
  - Larry Taylor - gitara basowa
  - Marc Ribot - gitara
  - Bryan "Brain" Mantia - perkusja
  - Casey Waits - gramofony
  - Tom Waits - śpiew
2. "Hoist That Rag" – 4:20
  - Les Claypool - gitara basowa
  - Marc Ribot - gitara
  - Bryan "Brain" Mantia - perkusja
  - Casey Waits - perkusja
  - Tom Waits - śpiew
3. "Sins of My Father" – 10:36
  - Larry Taylor - gitara basowa
  - Marc Ribot - gitara, bandżo
  - Tom Waits - śpiew, gitara
  - Bryan "Brain" Mantia - perkusja
4. "Shake It" – 3:52
  - Les Claypool - gitara basowa
  - Brain - perkusja, oklaski
  - Larry Taylor - gitara
  - Marc Ribot - gitara
  - Casey Waits, Mark Howard, Trisha Wilson - oklaski
  - Tom Waits - śpiew
5. "Don't Go into That Barn" – 5:22
  - Larry Taylor - gitara, gitara basowa
  - Harry Cody - gitara
  - Bryan "Brain" Mantia - perkusja
  - Casey Waits - perkusja
  - Tom Waits - śpiew, perkusja
6. "How's It Gonna End" – 4:51
  - Harry Cody - bandżo
  - Larry Taylor - gitara basowa
  - Tom Waits - śpiew, gitara
7. "Metropolitan Glide" – 4:13
  - Larry Taylor - gitara basowa
  - Harry Cody - gitara
  - Bryan "Brain" Mantia - perkusja
  - Casey Waits - gramofony
  - Tom Waits - śpiew, gitara
8. "Dead and Lovely" – 5:40
  - Larry Taylor - gitara basowa
  - Casey Waits - bębny
  - Marc Ribot - gitara
  - Tom Waits - śpiew, gitara
9. "Circus" – 3:56
  - Tom Waits - śpiew, chamberlain
  - Casey Waits - bębny
  - Mark Howard - dzwonki
10. "Trampled Rose" – 3:58
  - Marc Ribot - bandżo Cigar Box
  - Larry Taylor - gitara basowa
  - Bryan "Brain" Mantia - perkusja
  - Tom Waits - śpiew
11. "Green Grass" – 3:13
  - Larry Taylor - gitara basowa
  - Tom Waits - śpiew, gitara
12. "Baby Gonna Leave Me" – 4:29
  - Les Claypool - gitara basowa
  - Marc Ribot - gitara
  - Bryan "Brain" Mantia - perkusja
  - Tom Waits - śpiew, grzechotki
13. "Clang Boom Steam" – 0:46
  - Tom Waits - śpiew
14. "Make It Rain" – 3:39
  - Larry Taylor - gitara basowa
  - Casey Waits - bębny
  - Marc Ribot - gitara
  - Tom Waits - śpiew
15. "Day After Tomorrow" – 6:56
  - Larry Taylor - gitara basowa
  - Marc Ribot - gitara
  - Tom Waits - śpiew, gitara
16. "Chickaboom" – 1:17 (ukryty utwór)
  - Tom Waits - śpiew